# Lijst van Antwerpse maniëristen
Hieronder volgt een lijst van Antwerpse Maniëristen, meesters in de late gotiek die actief waren in Antwerpen tussen 1500 en 1520. Deze kunststroming moet niet worden verward met het maniërisme dat volgde op de hoogrenaissance – het Antwerpse maniërisme kan worden geplaatst tussen de gotiek en de renaissance. De werken van de Antwerpse meesters die in deze stijl schilderden hebben dus kenmerken van de Vlaamse Primitieven en van de vroege renaissance.

## Bekende meesters
- Jan de Beer
- Joos van Cleve
- Jan de Cock (ook de Pseudo-Jan Wellens de Cock genoemd, dikwijls verward met Jan Wellens de Cock)
- Pieter Coecke van Aelst (beginjaren 1527-1533)
- Jan van Dornicke
- Cornelis Engelbrechtsz. (werkte in Leiden)
- Jan Gossaert
- Adriaen van Overbeke
- Dirck Vellert (afkomstig van Amsterdam, werkte in Antwerpen)

## Anonieme meesters
- Meester van 1518
- Meester van 1537
- Meester van Amiens
- Meester van de Antwerpse Aanbidding
- Meester van de Antwerpse Kruisiging (Adriaen van Overbeke)
- Meester van Frankfurt (Hendrik van Wueluwe?)
- Meester van Hoogstraten
- Meester van de Johannesmartelingen (Lanceloot Blondeel?)
- Meester van de Mansi Magdalena
- Meester van de Rijselse Aanbidding
- Meester van de von Groote Aanbidding
- Pseudo-Bles Meester (naar een werk in München met een vervalste signatuur van Herri met de Bles)